# Giáo án

Một bản giáo án viết tay môn Ngữ Văn của một giáo viên lớp 9

Giàn ý giáo án

Giáo án là kế hoạch và dàn ý giờ lên lớp của giáo viên, bao gồm đề tài của giờ lên lớp, mục đích giáo dục và giáo dưỡng, nội dung, phương pháp, thiết bị, những hoạt động cụ thể của thầy và trò, khâu kiểm tra đánh giá... Tất cả được ghi ngắn gọn theo trình tự thực tế sẽ diễn ra trong giờ lên lớp. Giáo án được thầy giáo biên soạn trong giai đoạn chuẩn bị lên lớp và quyết định phần lớn sự thành công của bài học . Nói một cách khác, giáo án là bản thiết kế cho tiến trình một tiết học, là bản kế hoạch mà người giáo viên dự định sẽ thực hiện giảng dạy trên lớp trên nhóm đối tượng học sinh nào đó. Với một bài học nào đó, với những đối tượng học sinh khác nhau, với những giáo viên khác nhau thì sẽ có những bản kế hoạch dạy học (giáo án) khác nhau.
giáo án là kế hoạch và dàn ý bài giảng của giáo viên được soạn trước ra giấy để tiến hành dạy học trong một hoặc hai tiết lên lớp. Trong giáo án thường ghi chủ điểm, mục đích giáo dục và giáo dưỡng, nội dung chi tiết sắp xếp theo trình tự lên lớp, phương pháp và thủ thuật dạy - học của giáo viên và học sinh, công việc kiểm tra và đánh giá, ngoài ra còn chỉ ra những dụng cụ, thiết bị cần thiết phải dùng. Giáo án được chuẩn bị tốt là đảm bảo cho giờ dạy thành công, do đó cần cân nhắc, tính toán kĩ từng điểm nội dung, từng thủ thuật dạy - học, điều kiện thời gian và thiết bị sao cho phù hợp với đội tượng học sinh trong lớp. Thực tiễn cho thấy giáo án thực hiện thành công ở lớp này không nhất định sẽ thành công ở lớp khác.